# 杉山武雄
杉山 武雄（すぎやま たけお、1933年5月8日 - ）は、神奈川県出身の日本のバスケットボール選手である。

## 人物
立教大学卒業。
大学卒業後、八幡製鐵で選手として活躍。
全日本チームにも選ばれ、メルボルン・ローマの五輪2大会に出場した。

## 日本代表歴
- 1954アジア大会
- 1956メルボルン五輪
- 1958アジア大会
- 1960ローマ五輪